# ヤーコフ・ポポク
ヤーコフ・アブラモヴィチ・ポポク（ロシア語: Яков Абрамович Попок、1894年10月2日 - 1938年7月28日）は、ロシアの革命家・ソビエト連邦の政治家。

## 生涯
1894年10月2日（ユリウス暦9月20日）、ロシア帝国スモレンスク県ヒスラヴィチの小さなユダヤ人商家に生まれた。1909年にボリシェヴィキに入党し、1911年から1914年までは流刑に処されていた。1915年まではマリウポリ、エカテリノスラフ、タンボフ、エレツ、スモレンスクの各都市で事務員として働いていたが、それまでに3度の逮捕、2度の投獄と2度の流刑を受けている。
同年から従軍していたが、その間も革命宣伝を行っている。1917年にはボリシェヴィキ・ヒスラヴィチ委員会議長、同年11月にはカラチンスク郡委議長、同月から翌1918年7月まではモスクワ・ソビエト執行委燃料部部長、同年11月から1919年まではエカテリノスラフ県労働部部長およびウクライナ社会主義ソビエト共和国労働人民委員部教官を務め、同年には赤軍師団政治部部長、同年から1921年までは第2騎兵軍政治部部長および北カフカース軍管区革命軍事会議メンバーとして東部戦線 (ru) と南部戦線で活動した。
1921年5月から翌1922年7月まではロシア共産党プスコフ県委組織部部長、1921年8月から1922年までは同県労組会議議長を務め、同年から1924年まではスヴェルドロフ共産大学で学んでいる。1923年には西部戦線政治部副部長に就き、翌1924年から1926年4月まではロシア共産党・全連邦共産党ズラトウースト管区 (ru) 委責任書記、同月13日から翌1927年まではアムール管区 (ru) 委責任書記、同年から1929年まではチタ管区 (ru) 委責任書記を務めた。同年から翌1930年までは党中央委責任教官、同年8月から1937年7月まではトルクメニスタン共産党中央委第一書記および局員に就き、1934年2月10日から1938年4月21日までは連邦共産党中央監査委メンバー、1937年7月26日から1938年4月26日までは沿ヴォルガ・ドイツ人州委 (ru) 第一書記を務めた。
ポポクは全ロシア中央執行委および連邦中央執行委のメンバーも務め、連邦党大会には第15回から第17回まで出席。1937年から1938年までは連邦最高会議代議員を務めた。1935年12月には農業分野における優れた業績を賞してレーニン勲章を授与されている。
しかし、1938年4月の党沿ヴォルガ・ドイツ人州委第6回本会議では「地元の人員をないがしろにした」と発言者全員から総攻撃を受け、同年21日に逮捕された。さらに同月30日にはNKVDから「トロツキスト組織を率いてトルクメン共和国の産業・農業に対する破壊・サボタージュ活動を行った」と告発された。7月28日、連邦最高裁軍事参議会は「1928年にヤン・ガマルニクによって反ソ組織に引き入れられ、右翼とブルジョワ・ナショナリズムの連合地下組織を率いて」「トルクメン共和国と沿ヴォルガ・ドイツ人自治共和国での破壊活動を行った」としてポポクに死刑判決を下した。
同日にポポクはコムナルカ射撃場で処刑され、党イルクーツク州委第二書記を務めていた弟サムイルも1940年に処刑された。その後、妻の訴えにより、ポポクは1956年3月に名誉回復がなされた。